# 당타이선
당타이선(베트남어: Đặng Thái Sơn, 登泰山, 등태산, 1958년 7월 2일 ~ )은 베트남의 피아니스트이다. 1980년 바르샤바에서 열린 쇼팽 국제 피아노 콩쿠르에서 우승하였으며, 이는 아시아인 최초로 국제 피아노 대회에서 우승한 기록이다.
하노이에서 태어난 당타이선은 하노이 음악원 피아노 교수였던 어머니를 따라 피아노를 시작한다. 베트남 전쟁을 거치면서도 피아노를 포기하지 않았던 그는 1974년 베트남을 방문한 러시아의 피아니스트 아이작 카츠의 눈에 들어 러시아로 유학을 가 모스크바 음악원에서 공부하게 된다.
당타이선의 연주는 섬세하고 감성적인 반면 정확한 음색으로 유명하다. 특히 쇼팽이 특기라고 하며, 1980년 쇼팽 국제 콩쿠르에서 우승하였을 때 그는 "동양 사람도 쇼팽을 아름답게 연주할 수 있다는 사실을 음악의 본고장 사람들 앞에서 보여주고 싶었다"고 밝혔다. 이후 1983년에 소련 모스크바 음악원을 졸업하였다.
현재는 캐나다 몬트리올 대학교 교수로 재직중이다. 2014년 10월 19일 4년 만의 내한 콘서트가 열렸다.